# Посёлок 1-го Мая
Посёлок 1-го Мая — посёлок в Орехово-Зуевском муниципальном районе Московской области. Входит в состав сельского поселения Верейское. Население — 34 чел. (2010).

## Название
Наименование Посёлок 1-го Мая зарегистрировано в Государственном каталоге географических названий под номером № 0046522. Также используется наименование Посёлок 1 Мая.

## География
Посёлок 1-го Мая расположен в северной части Орехово-Зуевского района, примерно в 12 км к юго-востоку от города Орехово-Зуево. В 1 км к югу от посёлка протекает река Сеньга. Высота над уровнем моря 120 м. К посёлку приписано 54 СНТ. Ближайший населённый пункт — посёлок Снопок Новый.

## История
Образован как посёлок торфоразработчиков в советское время.
До муниципальной реформы 2006 года посёлок входил в состав Верейского сельского округа Орехово-Зуевского района.

## Население
По переписи 2002 года в посёлке проживало 13 человек (8 мужчин, 5 женщин).
| 2002 | 2006 | 2010 |
| ---- | ---- | ---- |
| 13   | ↗28  | ↗34  |